# Foothills Stadium
Il Foothills Stadium è uno stadio situato a Calgary, in Alberta. Può ospitare fino a 6000 persone. Antecedentemente chiamato Burns Stadium, è essenzialmente utilizzato per il baseball, e fino al 2002 era lo stadio dei Calgary Cannons. Attualmente è lo stadio di casa dei Calgary Vipers, squadra militante nella Golden Baseball League.
Lo stadio fu costruito nel 1966, ma nel corso degli anni è stato sottoposto a numerosi interventi di rinnovamento, il più importante dei quali fu nel 1985, in coincidenza con l'arrivo dei Calgary Cannons. Altre fasi di ristrutturazione avvennero nel 2004 e nel 2007.